# Učinek tople grede
Pri učinku tople grede gre za proces, pri katerem toplotno sevanje iz planetove površine absorbirajo atmosferski toplogredni plini, zaradi tega se absorbirana toplota ponovno širi v vse smeri. Ker se del tega toplotnega sevanja vrne nazaj proti površini, se prenaša energija na površje atmosfere in v nižje plasti ozračja. Kot rezultat je temperatura višja, kot bi bila, če bi bilo ogrevanje zemljinega površja samo s sončnim sevanjem, ki pa je edini ogrevalni vir Zemlje.
Mehanizem ogrevanja s samo sončno energijo bi bil bistveno drugačen, če ne bi bilo plinov, ki drugače delujejo kot izolatorji zraka v notranjosti strukture tako, da se toplota ne izgubi zaradi konvekcije. Plini tople grede so pogoj za življenje saj bi se drugače toplotno sevanje, ki ga zemlja prejema od sonca hitro izsevalo.
Učinek tople grede je odkril Joseph Fourier leta 1824, nakar je prvi zanesljivi preizkus učinka tople grede naredil John Tyndall leta 1858 in prvič je kvantitativno poročal o tem Svante Arrhenius leta 1896.
Idealna termična prevodnost črnega telesa, ki je enako oddaljen od Sonca kot Zemlja, bi morala biti temperatura približno 5,3 °C. Ker pa Zemlja odraža približno 30%  ali 28% od prihajajoče sončne svetlobe, je za planet učinkovite temperature, temperatura črnega telesa, da bi oddajal enako količino sevanja je približno za -18 oziroma - 19 °C in je za okoli 33 °C nižja od dejanske temperature na površini približno 14 °C ali 15 °C,  mehanizem, ki ga proizvaja ta razlika med dejansko temperaturo površine in učinkovito temperaturo je posledica atmosfere in je znana kot učinek tople grede.
Globalno segrevanje je segrevanje zemljine atmosfere v nižjih plasteh ozračja. Hitrejšemu segrevanju in povečanim izpustom toplogrednih plinov prispeva  predvsem človek zaradi povečane uporabe fosilnih goriv.

## Osnovni mehanizem
Zemlja prejema energijo od Sonca v obliki vidne svetlobe. Ta svetloba se absorbira na površini zemlje in se ponovno oddaja kot toplotno sevanje. Nekaj tega toplotnega sevanja se absorbira po ozračju in se ponovno širi navzgor in navzdol, sevanje, ki se širi navdol absorbira vase zemeljska površina.
Ta zelo poenostavljen slikovni prikaz osnovnega mehanizma mora biti usposobljen na več načinov, od katerih noben ne vpliva na temeljni proces.
- Prihajajoče sevanje Sonca je večinoma v obliki vidne svetlobe in valovnih dolžin v bližini, predvsem v območju 0,2-4 mikrona, ki ustreza sevalni temperaturi Sonca na 6.000 Kelvinov(K). Skoraj polovica sevanja je v obliki vidne svetlobe.
- Približno 50% energije Sonca, se absorbira na površini Zemlje in iz ostalega je razvidno, ali jo absorbira atmosfera. Svetloba se odbija nazaj v vesolje, predvsem od oblakov, kateri nimajo dosti vpliva na osnovni mehanizem,  učinkovitost te svetlobe je, da se izgubi v sistemu.
- Absorbirane energije segrejejo površino Zemlje. Enostavno predstavitev učinka tople grede, kot idealiziranega modela plinov, je razvidno, ogrevanje, ki se izgublja kot toplotno sevanje. Realnost pa je bolj zapletena, vzdušje blizu površine, je v veliki meri nejasno, da bi  se toplotno sevanje (s pomembnimi izjemami za okno pasov) najbolj izgubljalo toploto s površine, kjer je smiselni toplotni transport latentne toplote. Sevalna izgube energije je vedno bolj pomembna višje v ozračju, predvsem zaradi upada koncentracije vodne pare H2O pomembnega toplogrednega plina. Tu je bolj realno razmišljati o učinku tople grede, katera se nanaša na površino, v sredini troposfere, ki je dejansko vezana in ima zapadeno stopnjo.
- V regijah, kjer je za radioaktivne vplive pomemben opis, kjer idealiziran model toplogrednih plinov postane realen površju Zemlje katero se ogreje na temperaturo okrog 255 Kelvinov, sevanje ima dolgo valovno dolžino, infrardeče toplote v območju 4-100 μm. Pri teh valovnih dolžinah, toplogredni plini, ki so bili v veliki meri pregledni za dohodno sončno sevanje so bolj vpojni. Vsaka plast ozračja s toplogrednimi plini absorbirajo del toplote, ki se širi navzgor iz nižjih slojev. Da bi toplogredni plini ohranili svoje ravnotežje, ponovno izžarevajo toploto in jo absorbirajo v vse smeri, tako navzgor kot tudi navzdol. To ima za posledice več toplote spodaj, medtem ko se še vedno širi dovolj toplote nazaj v vesolje iz zgornje plasti atmosfere predvsem pomembno je za ohranitev celotnega toplotnega ravnotežja. Povečana koncentracija plinov poveča količino absorpcije in ponovnega sevanja, in s tem dodatno greje plasti in na koncu še površje pod seboj.
- Toplogredni plini, vključno z večino diatomičnih plinov iz dveh različnih atomov (kot so ogljikov monoksid, CO) ter vse pline s tremi ali več atomi, ki lahko absorbirajo in oddajajo infrardeče sevanje(IR). Čeprav je več kot 99% v suhem ozračju kjer je IR sevanje bolj pregledno (ker glavnih sestavin-N2, O2, in Ar, ne morejo neposredno absorbirati ali oddajati infrardečega sevanja), medmolekulski vzrok trčenja absorbirane energijo katero oddajajo toplogredni plini, da jo delijo z drugimi  neaktivnimi IR plini.
- Preprosta slika predpostavlja ravnovesje. V realnem svetu je dnevni cikel takšen kakršen je cikel glede na sezono, ter na vremenske razmere. Sončno ogrevanje atmosfere je uporabljeno samo podnevi, ponoči se atmosfera nekoliko ohladi, vendar ne bistveno, ker je še vedno vplivajoče sevanje Sonca nizko in ker je Sonce tudi čez dan segrevalo ozračje. Dnevni temperaturne spremembe se znižajo z višino sevalnega učinka v atmosferi.

## Toplogredni plini
Prispevek plinov k učinku tople grede na zemlji izraženi s podatkom odstotkih:
- vodna para (H20): njen prispevek je od 36% do 70%,
- ogljikov dioksid (CO2): njegov prispevek je od 9% pa do 26%,
- metan(CH4): njegov prispevek je od 4% pa do 9%,
- ozon (O3): je prispevek od 3% pa do 7%.

Med zgoraj naštetimi povzročitelje toplogrednih učinkov štejemo tudi pline kot so CFC, HCF, PHC plini, CFC plini imajo možnost absorbacije tudi do dvajsetisočkrat več toplote kot ogljikov dioksid CO2, količina CFC plinov v atmosferi je bila prevelika, zato so sprejeli mednarodno odločitev o zmanjšanju količine teh plinov, prisotnih v zemljini atmosferi in po sprejetju se je prisotnost bistveno zmanjšala. Trenutno največ prispeva k učinku tople grede plin, kakršen je ogljikov dioksid (CO2), njegov prispevek k učinku tople grede po svetu je imenovan kot levji delež prispevka.
Večji neplinski dejavnik pri učinku tople grede pa so oblaki, ki lahko vsrkajo in oddajajo infrardeče sevanje in imajo posledično vpliv na radioaktivne lastnosti atmosfere.

## Vloga pri podnebnih spremembah
Krepitev tople grede skozi človekove dejavnosti je znan kot okrepljeni ali antropogeni učinek tople grede, saj je iz človekove dejavnosti mogoče pripisati predvsem povečane ravni atmosferskega ogljikovega dioksida(CO2). Ogljikov dioksid se pridobiva iz sežiganja fosilnih goriv in drugih aktivnosti kot so proizvodnja cementa, predelave svinca in krčenjem tropskih gozdov. Trenutna izmerjena količina CO2 presega geološki zapis maksimuma to je 300 ppm iz podatkov pridobljenih iz ledenih jedrov.
Meritve ogljikovega dioksida iz opazovalnice Mauna loa, ki je atmosferska izhodiščna postaja na vulkanu Mauna Loa, na velikem otoku Hawaii kažejo, da so se koncentracije povečale od okrog 313 ppm v leto 1960 na približno 389 ppm v letu 2010. Svante Arrhenius, ki je tudi prvi poročal o učinku tople grede, je ta učinek poimenoval Koledarski učinek.
Iz zadnjih 800.000-letnih podatkov v ledenih jedrih podatki nedvoumno kažejo, da se je ogljikov dioksid CO2 spreminjal od tako nizke vrednosti kot je 180 delcev na milijon ppm na pred industrijsko raven 270 ppm.

## Realno razlikovanje med toplo gredo in rastlinjaki
Toplogredni plini ogrevajo Zemljo tako, da ponovno širijo nekaj energije nazaj proti zemljini površini, ta proces lahko obstaja tudi v realnih rastlinjakih, ampak so toplogredni plini bolj kot ne relativno nepomembni tam. V topli gredi, se toplota ohrani in tudi fizično preprečujejo gibanje zraka.
Učinek tople grede, je dobil ime po analogiji na rastlinjakih, kar pa je napačno ime. Učinek tople grede in pravih plinov so podobni v tem, da omejujejo stopnjo toplotne energije, ki izhaja iz sistema, ampak mehanizmi, s katerimi se hrani toplota, so različni. Plin deluje predvsem tako, da preprečuje, da bi absorbirana toplota zapustila strukture s konvekcijo, kar pa je smiselni toplotni transport. Učinek tople grede segreva zemljo, ker toplogredni plini absorbirajo odhodne sevalne energije in ponovno oddajajo nekaj te energije nazaj proti zemlji.
Topla greda je lahko zgrajena iz kakršnega koli materiala, kjer pa mora seveda prehajati skozi sončna svetloba, največkrat uporabljen material za rastlinjake je navadno steklo, ali plastična folija. V glavnem pride do segrevanja v zaprti notranjosti, ker sonce segreva tla v notranjosti in tako se segreje tudi zrak v rastlinjaku. Zrak se še napraj segreva, če je rastlinjak zaprt, saj je toplota ujeta. Za razliko od okolja, kjer se topel zrak v bližini zemeljske površine  dviga in meša s hladnejšim zgornjim zrakom in ozračjem. To se lahko dokaže tudi tako, da odprete majhno okno v bližini strehe pri rastlinjaku, temperatura se bo znatno zmanjšala, saj je topli zrak lažji od okoliškega, kateri je hladnejši in tako se topli zrak dvigne nad hladnejšega, kar se vidi tudi pri balonih za letenje, ko z ognjem segrevajo ujet zrak v balonu. Eksperimentalno je dokazano tudi (R.W. Wood, 1909), da  toplogredni plin s kritjem kamene soli, ki je pregledna za rdeče infra žarke, segreje ohišje, podobno kot se segreje s steklenim pokrovom, vendar taki rastlinjaki delujejo tako da, predvsem preprečujejo konvekcijsko hlajenje.

## Učinek tople grede na drugih planetih našega osončja
V našem sončnem sistemu so planeti, kot so Mars, Venera in luna Titan, ki imajo prav tako imenovane razstavne toplogredne učinke. Luna Titan ima učinek anti-plinov. Njena atmosfera absorbira sončno sevanje, vendar je relativno pregledna za infrardeče sevanje (IR). Pluton kaže podobno površno obnašanje učinka anti-plinov.
Topla greda, uidena nadzoru, nastane tako, da če pozitiven povratnik povzroči izhlapevanje vseh toplogrednih plinov v ozračje. Tak pobegli primer učinka tople grede, ki vključuje tudi plin ogljikov dioksid CO2 in vodno paro H2O se je zgodil na planetu Venera, kjer temperature na površju in atmosferi dosežejo tudi preko 400° celzija.